# Culotte (viande)
Pour les articles homonymes, voir culotte.
En boucherie, la culotte est une partie de la découpe du bœuf correspondant à la partie supérieure de la cuisse, au-dessus du gîte. 

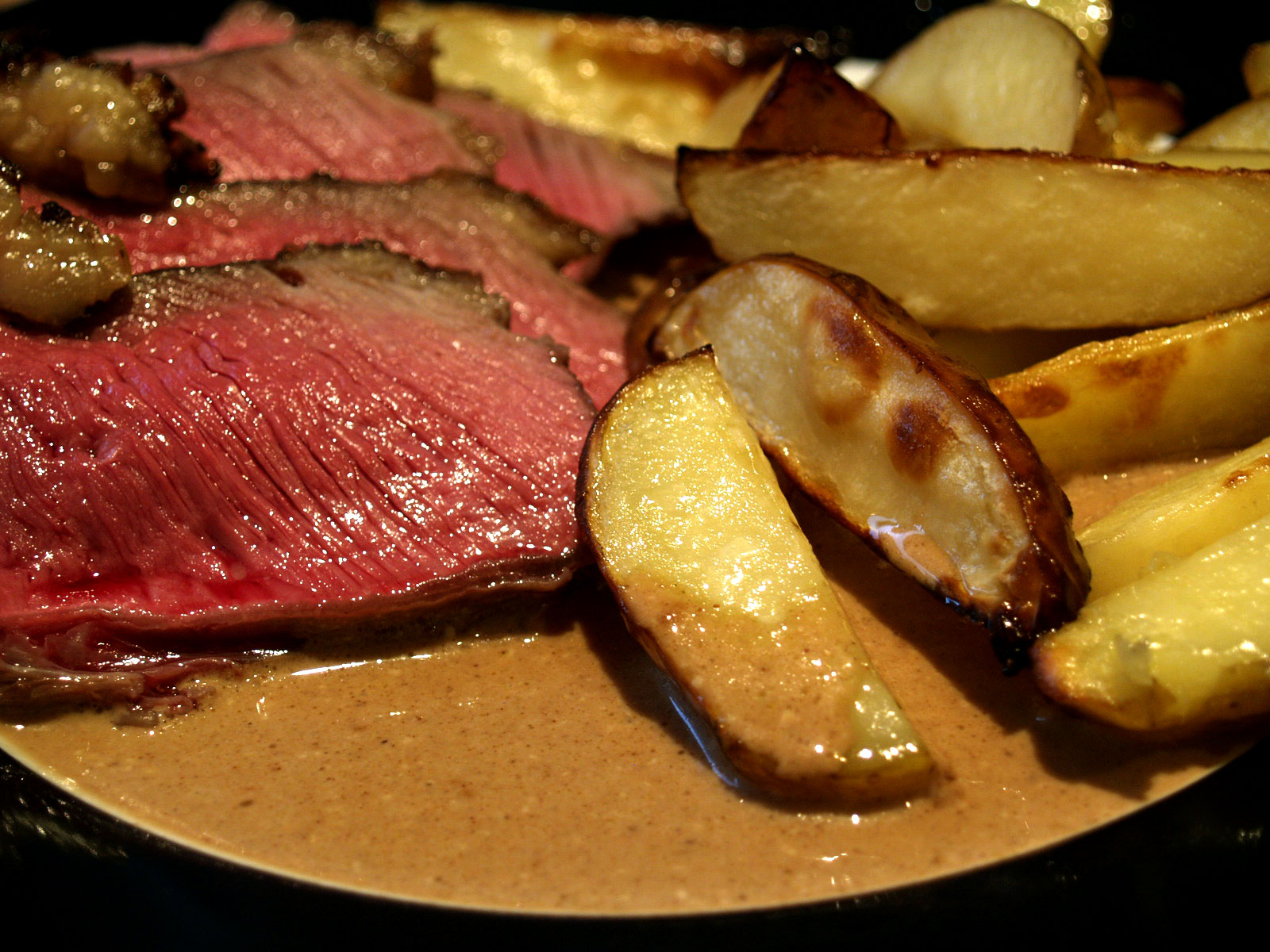
Rosbif avec pommes de terre cuites au four.

La culotte convient notamment à la préparation du bœuf à la mode ou du bœuf bourguignon. C'est un morceau de première catégorie mais à cuisson lente.